# 桑哈贾

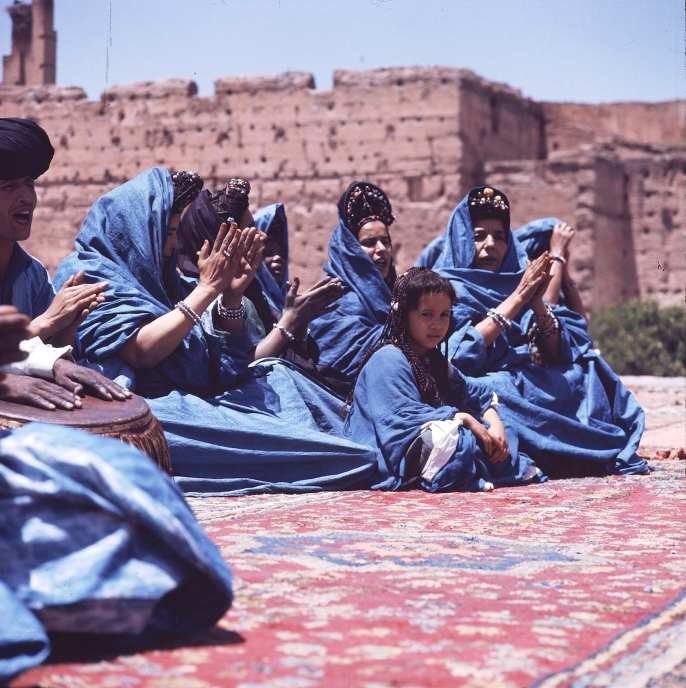
马拉喀什的桑哈贾部落舞者

桑哈贾（法語：Sanhadja，复数；阿拉伯语：‎ Ṣanhaja或‎ Znaga）是柏柏尔人部落联盟之一，是摩洛哥规模较大的柏柏尔部落。如今摩洛哥和毛里塔尼亚的许多部落都仍然自称为桑哈贾人。
桑哈贾部落在历史上曾建立多个穆斯林王朝。9世纪至12世纪，伊夫起亚的齐里王朝和哈马德王朝都是由桑哈贾部落建立。11世纪中期，神学家阿卜杜拉·本·亚辛在桑哈贾部落内传播正统伊斯兰教教义，为此结成军事联盟，四处征战，是为穆拉比特王朝的开端。穆拉比特王朝后来统治了摩洛哥，还一度控制阿尔及利亚西部和西班牙南部。
毛里塔尼亚西南部和塞内加尔北部的一支桑哈贾部落后来称为“泽纳加人”（Zenaga），成为当地的少数族群。

## 延伸阅读
- John O. Hunwick (ed.), West Africa, Islam and the Arab World: Studies in Honor of Basil Davidson Paperback
- John Mercer (1976), Spanish Sahara, George Allen & Unwin Ltd (ISBN 0-04-966013-6)
- Anthony G. Pazzanita (2006), Historical Dictionary of Western Sahara, Scarecrow Press
- Virginia Thompson and Richard Adloff (1980), The Western Saharans. Background to Conflict, Barnes & Noble Books (ISBN 0-389-20148-0)